# Подэльский, Геннадий Вячеславович
Генна́дий Вячесла́вович Подэ́льский (2 апреля 1927, Ленинград, — 10 ноября 1983, Таллин) — советский композитор. Заслуженный деятель искусств Эстонской ССР (1962), народный артист Эстонской ССР (1980), лауреат Государственной премии Эстонской ССР (1980) и премии Ленинского комсомола Эстонской ССР (1968). Окончил Таллинскую консерваторию (1954).

## Биография
Геннадий Подэльский родился 2 апреля 1927 года в Ленинграде. После Великой Отечественной войны поступил концертмейстером в филармонический оркестр в Таллине. Дальнейший творческий путь его также связан с Эстонией.
С 1946 года работал солистом Эстонского радио, дирижёром оркестра Дворца трудящихся в Таллине (1946—1948), солистом Эстонской филармонии (1946—1957). В 1954 году окончил Таллинскую консерваторию по классу композиции Эугена Каппа. На протяжении двух десятилетий (по 1966 год) выступал, как концертмейстер совместно с Г. Отсом. Стал основателем и художественным руководителем ряда музыкальных коллективов: самодеятельного ансамбля Эстонской сельскохозяйственной академии (1953—1957), ансамбля «Мелодия» (1958—1959), ансамбля «Лайне» (1960—1970), писал сочинения в различных музыкальных жанрах, добившись особого успеха в области вокала.
Наибольшую известность принесли Геннадию Подэльскому эстрадные песни, которых он сочинил за творческую жизнь свыше 400. В последние годы жизни проживал в Москве.
Скоропостижно скончался 10 ноября 1983 года от сердечного приступа.

## Творчество

#### Сочинения
- для солиста, хора и симфонического оркестра:
  - кантата Песнь о братстве (1964)
  - кантата Песнь о счастье (1965)
  - кантата Песнь о Кремле (сл. В. Рождественского, 1971)
  - кантата Ода дружбе (1976)
- для хоров и симфонического оркестра:
  - оратория По ленинским рельсам (сл. И. Морозова, 1969)
  - оратория Голос времени (эст. Aegade hääl, 1980)
- для инструментов и симфонического оркестра:
  - Концерт (фортепиано, 1957)
  - Ноктюрн (кларнет, 1963)
- для струнного оркестра:
  - Прелюд (1967)
  - Увертюра (1968)
  - Северный ноктюрн (кларнет, 1968)
- для духового оркестра:
  - Сюита (1957)
  - марши
- Струнный квартет (1972)
- для скрипки и фортепиано:
  - Поэма (1951)
  - Танцевальная сюита (1957)
- для виолончели и фортепиано:
  - Четыре пьесы (1951)
- для фортепиано:
  - Соната (1951)
  - Шесть прелюдий (1952)
  - Два ноктюрна (1959)
- для аккордеона:
  - Эстонский вальс (1959)
  - Увертюра (1970)
- для голоса и фортепиано:
  - цикл Певца берег родной (на слова B. Беэкмана, 1954)
  - романсы на сл. С. Есенина, М. Рыльского и др.
- для эстрадного оркестра — пьесы, в том числе Веселая увертюра, марш Парад-алле, Танго белой ночи, Танго-хабанера, Концертный вальс, интермеццо На лыжах, Эстафета музыкантов, Звезды цирка, Розы Никитского сада
- песенные циклы на стихи советских поэтов (Л. Ошанин, И. Резник, Н. Доризо, Ю. Друнина, В. Харитонов и др.)

#### Музыка к кинофильмам
- 1959 — Озорные повороты (эст. Vallatud kurvid)
- 1960 — Актёр Йоллер
- 1974 — Большой аттракцион
- 1975 — У меня есть лев
- 1975 — Улыбнись, ровесник! (нем. Soviel Lieder, soviel Worte!) (СССР, ГДР)
- 1977 — Гармония
- 1980 — Скандальное происшествие в Брикмилле
- 1981 — Шляпа
- 1982 — Казачья застава

#### Музыка к мультфильмам
- 1974 — Морозный узор
- 1981 — Рекордный вес
- 1984 — Ученик волшебника

#### Наиболее известные песни
- А я всё помню (Г. Тихая), исп. Клавдия Шульженко
- Белый аист (Л. Татаренко)
- Берегите матерей (Р. Гамзатов, перевод Ю. Нейман), исп. Тынис Мяги в сопровождении группы «Мюзик Сейф»
- Весёлые рассветы (К. Любченко), исп. Георг Отс
- Вечернею порой (Б. Брянский), исп. Георг Отс
- Вечно юный мир (Л. Дербенёв), исп. Лина Прохорова
- Всё доброе выстоит в мире (С. Ботвинников), исп. Георг Отс
- Вспоминаю об Украине (Л. Пидцуха), исп. Георг Отс
- Встаёт рассвет (В. Гин)
- Встреча с весной (X. Кармо)
- Дорогой наш город Ленинград (И. Резник)
- Дума о Родине (А. Прокофьев)
- Жду тебя всегда (Л. Дербенёв, И. Шаферан), исп. Нина Маслова
- Здравствуй, Родина (X. Кармо)
- Здравствуй, солнце, здравствуй, ветер (Ю. Полухин), исп. Георг Отс
- Зимняя серенада (X. Кармо/Б. Брянский), исп. Георг Отс
- Как вам живётся, люди (А. Гусев), исп. Георг Отс
- Кантата о братстве (В. Рост), исп. Николай Кондратюк
- Когда покидаешь Таллин (Б. Брянский), исп. Георг Отс
- Колечко (Г. Русаков)
- Комары (Б. Брянский), исп. Георг Отс
- Корабли (Б. Дубровин)
- Королева (С. Есенин), исп. Георг Отс, Муслим Магомаев, Юрий Гуляев, Дмитрий Ромашков, Лариса Голубкина и Валентин Манохин
- Кто назвал тебя Чёрным, море (Л. Татаренко), исп. Георг Отс
- Лесная девушка (Л. Хайнсалу/Б. Брянский), исп. Георг Отс
- Летка-енка (песни с одной мелодией и разными текстами в стиле популярного танца), исп. Хели Ляэтс[4], Велло Оруметс и вокальный ансамбль «Лайне[эст.]», Кальмер Тенносаар (под названием «Йенька»[5])
- Лыжня (Е. Шевелёва), исп. Нина Пантелеева
- Люблю тебя, мой край родной (И. Назалевич/Л. Смирнов, М. Ландман), исп. Георг Отс и Виктор Гурьев
- Марш ракетчиков (О. Сосюра)
- Морские дали зовут (Т. Кузовлёва и Н. Савельев), исп. Георг Отс
- Моя Москва (Вечно юная Москва)  (М. Лаписова), исп. Яак Йоала, Валентина Толкунова
- Моя улица (С. Островой)
- Мчатся красные конники (Л. Дербенёв), исп. Георг Отс
- На Курилах (Ю. Друнина)
- На месте костров (Л. Тараненко), исп. Велло Оруметс и вокальный ансамбль «Лайне[эст.]»
- Несколько первых слов (М. Лаписова), исп. Виктор Вуячич
- Нефтяной фонтан (Л. Татьяничева)
- О Родине пою (В. Фирсов)
- О, песня русская, родная (Т. Волобаева), исп. Валентин Баглаенко, Галина Ненашева, Юрий Богатиков
- Офицеры запаса (Н. Доризо)
- Паруса, исп. Муслим Магомаев
- Песенка туристов (В. Зотс), исп. Велло Оруметс и вокальный ансамбль «Лайне[эст.]»
- Песня о Таллине (К. Любченко)
- Песня о Южно-Сахалинске (И. Белоусов)
- По главному пути (И. Морозов), исп. Георг Отс
- Повсюду сегодня друзья (Б. Гайкович), исп. Георг Отс
- Погода любви (П. Аймла), исп. Яак Йоала
- Под Кремлёвскими звездами (Б. Дубровин)
- Поклон Родине (Л. Татаренко), исп. Георг Отс
- Пришли мне, друг, листок берёзы (Т. Синицкий), исп. Павел Кравецкий
- Прощальная песня (К. Кангур)
- Ради счастья миллионов (П. Аймла), исп. Яак Йоала
- Раздумье (Mõtisklus; Х. Кармо); исп. Г. Отс, Тынис Мяги
- Расстояния (Е. Шевелёва)
- Речка Гусь (Т. Синицкий), исп. Яак Йоала
- Родина (Л. Дербенёв)
- Романтическая песня (Л. Ошанин), исп. Георг Отс
- Россия моя (Л. Дербенёв, И. Шаферан), исп. Нина Маслова
- Русская метелица (Л. Ошанин), исп. Людмила Зыкина, Нина Пантелеева, Ольга Воронец
- Свет любви (В. Гин)
- Свети, звезда (Н. Рыленков), исп. Галина Ненашева
- Сердце Москвы (Р. Рождественский), исп. Георг Отс
- Синеглазка (О. Роотс)
- Солнце в ресницах (В. Харитонов), исп. Кола Бельды
- Спите, люди (М. Луконин), исп. Велло Оруметс
- Спят мальчишки (Л. Татаренко), исп. Георг Отс
- Старица (С. Островой), исп. Виктор Вуячич
- Старый журавль (А. Гусев), исп. Георг Отс
- Танец весны (А. Горохов), исп. Муслим Магомаев
- Топот конницы над Невинкою (И. Кашпуров)
- Ты — моя мечта, исп. Георг Отс
- У костра (Р. Короткова), исп. Георг Отс, ансамбль «Дружба»
- Увядший цветок (Р. Короткова), исп. Георг Отс
- Уходят корабли (В. Беэкман)
- Ходят горы по горам (В. Харитонов), исп. ВК «Аккорд»
- Человека два, а печаль одна (А. Ольгин), исп. Тамара Миансарова
- Что такое дорога (Б. Дубровин)
- Эта каменистая земля (Х. Кармо), исп. Яак Йоала
- Юмореска (Л. Прозоровский), исп. Лариса Мондрус
- Я о тебе пою, исп. Георг Отс